# Teodozy Brodowicz
Teodozy Brodowicz herbu Ostoja (zm. 22 maja 1803) – kapłan świecki rytu greckiego, archiprezbiter i oficjał katedry łuckiej, wikariusz unicki, pamiętnikarz.

## Życiorys
Teodozy Brodowicz należał do rodu pieczętującego się herbem Ostoja. Był synem Elizeusza i Fewrony z Parnickich małżonków Brodowiczów. Polskę uważał za Ojczyznę swoją, pisał po polsku, popierał powstanie Tadeusza Kościuszki. W roku 1775 był eklezjarchą katedralnym łuckim. Od 1777 roku pełnił funkcje proboszcza cerkwi św. Dymitra w Łucku i kustosza grecko-katolickiej kapituły katedralnej. Następnie został archiprezbiterem i oficjałem katedry łuckiej. Brał czynny udział w rozruchach na Wołyńu w 1789 roku, co stało się przyczyną pozbawienia go funkcji oficjała. W połowie roku 1797 arcybp połocki Herakliusz Lisowski mianował go delegatem do spraw księży unickich na Wołyniu. Zmarł 22 maja 1803 roku. Teodozy Brodowicz jest autorem m.in. znanego dzieła „Widok przemocy na słabą niewinność srogo wywartej roku 1789“, które zostało wydane we Lwowie w roku 1861.